# Apostoł (ptak)
Apostoł (Struthidea cinerea) – gatunek średniej wielkości ptaka z rodziny skałowronów (Corcoracidae). Występuje w Australii. Nie jest zagrożony.

## Systematyka
Jedyny przedstawiciel rodzaju Struthidea. Wyróżniane są dwa podgatunki:
- S. cinerea cinerea – wschodnia Australia.
- S. cinerea dalyi – północno-środkowa i północno-wschodnia Australia.

## Morfologia
Wygląd
Szaro-brązowawy ptak, biało nakrapiany, z długim ogonem. Nie występuje dymorfizm płciowy.
Średnie wymiary
- długość ciała – 29–33 cm[7]
- masa ciała – 128 g[7]

## Ekologia i zachowanie
Biotop
Rzadkie lasy w pobliżu rzek i jezior.
Pożywienie
Nasiona, jagody i owady.
Tryb życia
Żyje w stadach składających się zazwyczaj z 12 osobników.
Rozmnażanie
Buduje gniazda z mułu, na drzewach. Każda grupa ptaków zajmuje jedno gniazdo i wspólnie opiekuje się młodymi.

## Status
IUCN uznaje apostoła za gatunek najmniejszej troski (LC – Least Concern) nieprzerwanie od 1988 roku. Liczebność populacji nie została oszacowana, ale ptak ten opisywany jest jako pospolity. Trend liczebności populacji uznawany jest za stabilny.